# V1331 Cygni
V1331 Cygni ist ein variabler Stern im Sternbild Schwan. Der Stern wird von einem Staubring mit etwa 30 Bogensekunden Durchmesser umgeben und, wie Aufnahmen des Hubble-Weltraumteleskops zeigen, einem engeren mit 13 Bogensekunden; er befindet sich an der Spitze der Dunkelwolke LDN 981.
Der Stern ist in knapp 2000 Lichtjahren Entfernung ist noch sehr jung und befindet sich noch nicht auf der Hauptreihe.